# Studentovo rozdělení

Graf hustoty pravděpodobnosti Studentova rozdělení pro různý počet stupňů volnosti

Studentovo rozdělení (t-rozdělení) je rozdělení pravděpodobnosti, které je často využíváno ve statistice.

## Etymologie
Studentovo rozdělení jako první popsal a prakticky využil anglický statistik William Sealy Gosset publikující pod pseudonymem Student.

## Rozdělení pravděpodobnosti
Studentovo rozdělení o {\displaystyle n} stupních volnosti, které označujeme {\displaystyle t(n)}, je rozdělení náhodné veličiny {\displaystyle X={\frac {U}{\sqrt {\frac {V}{n}}}}}, kde {\displaystyle U} a {\displaystyle V} jsou vzájemně nezávislé náhodné veličiny, přičemž {\displaystyle U} má normované normální rozdělení {\displaystyle \operatorname {N} (0,1)} a {\displaystyle V} má rozdělení chí kvadrát {\displaystyle \chi ^{2}(n)}.
Rozdělení {\displaystyle t(n)} má pro {\displaystyle -\infty <x<\infty } a {\displaystyle n=1,2,3,...} hustotu pravděpodobnosti
{\displaystyle f(x)={\frac {\Gamma \left({\frac {n+1}{2}}\right)}{\Gamma \left({\frac {n}{2}}\right){\sqrt {\pi n}}}}{\left(1+{\frac {x^{2}}{n}}\right)}^{-{\frac {n+1}{2}}}}
kde {\displaystyle \Gamma } je gama funkce (zobecnění faktoriálu pro reálná čísla).

## Charakteristiky rozdělení
Střední hodnota rozdělení {\displaystyle t(n)} je
{\displaystyle \operatorname {E} (X)=0}
pro {\displaystyle n>1}.
Rozdělení {\displaystyle t(n)} má rozptyl
{\displaystyle \sigma ^{2}(X)={\frac {n}{n-2}}}
pro {\displaystyle n>2}.
Tabulka některých kvantilů pro některé počty stupňů volnosti:
| počet stupňů volnosti N                 | q0,95 | q0,975 | q0,99 | q0,995 |
| --------------------------------------- | ----- | ------ | ----- | ------ |
| 1                                       | 6,31  | 12,71  | 31,82 | 63,66  |
| 2                                       | 2,92  | 4,30   | 6,97  | 9,93   |
| 3                                       | 2,35  | 3,18   | 4,54  | 5,84   |
| 4                                       | 2,13  | 2,78   | 3,75  | 4,60   |
| 5                                       | 2,02  | 2,57   | 3,37  | 4,03   |
| 10                                      | 1,81  | 2,23   | 2,76  | 3,17   |
| 15                                      | 1,75  | 2,13   | 2,60  | 2,95   |
| 20                                      | 1,73  | 2,09   | 2,53  | 2,85   |
| 30                                      | 1,70  | 2,04   | 2,46  | 2,75   |
| 50                                      | 1,68  | 2,01   | 2,40  | 2,68   |
| Limita pro N rostoucí nade všechny meze | 1,65  | 1,96   | 2,33  | 2,58   |

Poznámka: protože t-rozdělení je symetrické, pro kvantily platí, že {\displaystyle q_{p}=-q_{(1-p)}}.
Poznámka: uvedené kvantily odpovídají kritickým hodnotám pro některé hladiny významnosti (používané například v t-testu), a to
- 95% kvantil – 10% hladina významnosti
- 97,5% kvantil – 5% hladina významnosti
- 99% kvantil – 2% hladina významnosti
- 99,5% kvantil – 1% hladina významnosti

## Vlastnosti
Pro hodnoty {\displaystyle n>30} je rozdělení {\displaystyle t} velmi blízké normovanému normálnímu rozdělení.